# Papyrus 54

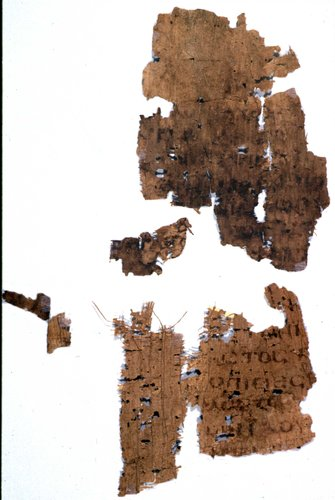
P54; Jac 2:24,25; 3:2-4

Papyrus 54 (nummering Gregory-Aland), of {\displaystyle {\mathfrak {P}}}54, is een oud, Grieks handschrift op papyrus van het Nieuwe Testament. Het bevat de tekst van Jacobus 2:16-18; 22-24;3:2-4. Op grond van schrifttype is het gedateerd als vijfde- of zesde-eeuws. Het wordt bewaard in de Universiteitsbibliotheek van Princeton. P. Princ. 15; Garrett Depots 7742) in Princeton, New Jersey.
De Griekse tekst van deze codex is een vertegenwoordiger van de Alexandrijnse tekst. Aland plaatst het in Categorie III.